# Bulbul coronat gorjablanc
El bulbul coronat gorjablanc (Alophoixus flaveolus) és una espècie d'ocell de la família dels picnonòtids (Pycnonotidae). Habita zones boscoses i matoll del nord-est de l'Índia, Myanmar, sud-oest de la Xina i oest de Tailàndia. El seu estat de conservació es considera de risc mínim.